# Basserolis kimblae
Basserolis kimblae är en kräftdjursart som beskrevs av Gary C.B. Poore 1985. Basserolis kimblae ingår i släktet Basserolis och familjen Serolidae. Inga underarter finns listade i Catalogue of Life.